# Барановка (Вольский район)
Барановка — село в Вольском районе Саратовской области России. Административный центр Барановского муниципального образования.

## История
В «Списке населённых мест Саратовской губернии по данным 1859 года» населённый пункт упомянут как казённое село Барановка Волгского уезда (1-го стана) при речке Багае, расположенное в 36 верстах от уездного города Волгска. В селе имелось 200 дворов и проживало 1767 жителей (824 мужчины и 943 женщины). Действовали православная церковь и четыре мельницы.
Согласно «Списку населённых мест Вольского уезда» издания 1914 года (по сведениям за 1911 год) в селе Барановка, являвшейся центром Барановской волости, имелось 460 хозяйств и проживало 2596 человек (1276 мужчин и 1320 женщин). В национальном составе населения преобладали великороссы. Функционировали церковь, церковная школа, земская школа, ветеринарный пункт и почтово-телеграфная контора.

## География
Село находится в северной части области, в пределах Приволжской возвышенности, на берегах реки Багай, на расстоянии примерно 27 километров (по прямой) к западу-северо-западу (WNW) от города Вольск. Абсолютная высота — 39 метров над уровнем моря.
Часовой пояс
Село Барановка, как и вся Саратовская область, находится в часовой зоне МСК+1. Смещение применяемого времени относительно UTC составляет +4:00.

## Население
| 2002 | 2010  |
| ---- | ----- |
| 1181 | ↗1183 |

Гендерный состав
По данным Всероссийской переписи населения 2010 года в гендерной структуре населения мужчины составляли 47,3 %, женщины — соответственно 52,7 %.
Национальный состав
Согласно результатам переписи 2002 года, в национальной структуре населения русские составляли 90 % из 1181 чел.

### Известные жители
- Акулин, Николай Иванович (1909—1991) — участник Великой Отечественной войны, генерал-майор авиации.
- Голубев, Константин Алексеевич (1852—1918) — настоятель Богоявленского собора в Богородске, священномученик.
- Злобин, Василий Алексеевич (1759—1814) — предприниматель, городской голова города Вольска (1784—1789).

## Улицы
Уличная сеть села состоит из девяти улиц и одного переулка.